# Ali-paša Rizvanbegović
Ali-paša Rizvanbegović-Stočević (1783 – 20 de marzo de 1851) turco: Ali Rıdvanoğlu Paşun, fue un capitán (administrador) herzegovino otomano de Stolac de 1813 a 1833 y el semi-gobernante independiente (visir) del Eyalato de Herzegovina de 1833 a 1851.

## Primeros años
Nació en el barrio Begovina de Stolac en 1783. En 1813, con treinta años, fue nombrado como el capitán de su ciudad natal, cargo que mantuvo hasta 1833 y el cual resultaría para tener una importancia crucial.

## Oposición al alzamiento de Bosnia

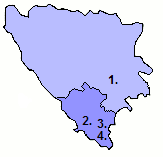
Territorios bajo el control de Ali-paša Rizvanbegović y sus aliados (en sombra más oscura).

Fue un fuerte opositor al alzamiento de bosnia de 1831, dirigido por Husein Gradaščević. Hizo de Stolac un punto de reunión a favor las fuerzas leales del imperio otomano, acompañado de su leal amigo Smail-aga Čengić, capitán de Gacko, quién actuó de modo parecido en su propio lugar. 
En la fase inicial de la revuelta, Ali-paša dio refugio en Stolac al gobernador otomano Namik-paša, quién había huido después de la captura por los rebeldes de Travnik. Un ejército rebelde, partió de Sarajevo para atacar Stolac, pero esto fue suspendido cuando los rebeldes supieron que Namik-paša había abandonado la ciudad.
En los meses finales de 1831, sin embargo, lanzaron una ofensiva general contra los capitanes leales, para poner fin a la oposición interna de la sublevación y llevando la totalidad de Herzegovina bajo su mando. Las fuerzas rebeldes, lideradas por el gobernante de Livno, Ibrahim-beg Fidrus, atacaron y vencieron a Sulejman-beg, capitán de Ljubuški.
Esa victoria puso gran parte del territorio de Herzegovina en manos de los rebeldes, dejando a Stolac aislado y bajo el asedio reelde. Ali-paša Rizvanbegović dirigió bien la defensa de la ciudad. A principios de marzo de 1832 recibió información de que las tropas rebeldes bosnias estaban agotadaa debido al invierno y rompió el asedio, contraatacandolos y dispersando sus fuerzas. En ese momento, una fuerza rebelde bajo el mando de Mujaga Zlatar había sido enviado de Sarajevo con la intención de reforzar la fuerza del asedio de Stolac, pero fue retirado por los líderes rebeldes el 16 de marzo de 1832, después de informes recientes de una inminente gran ofensiva otomana. 
Con los ejércitos otomanos acercándose hacia Sarajevo en los próximos meses, Ali-paša Rizvanbegović avanzó con sus propias fuerzas, como hizo su socio leal Smail-aga Čengić de Gacko. Sus ejércitos llegaron el 4 de junio en Stup, una pequeña localidad en la carretera entre Sarajevo y Ilidža, donde ya se llevaba una larga e intensa batalla entre los ejércitos otomanos y los rebeldes comandados por Gradaščević. 

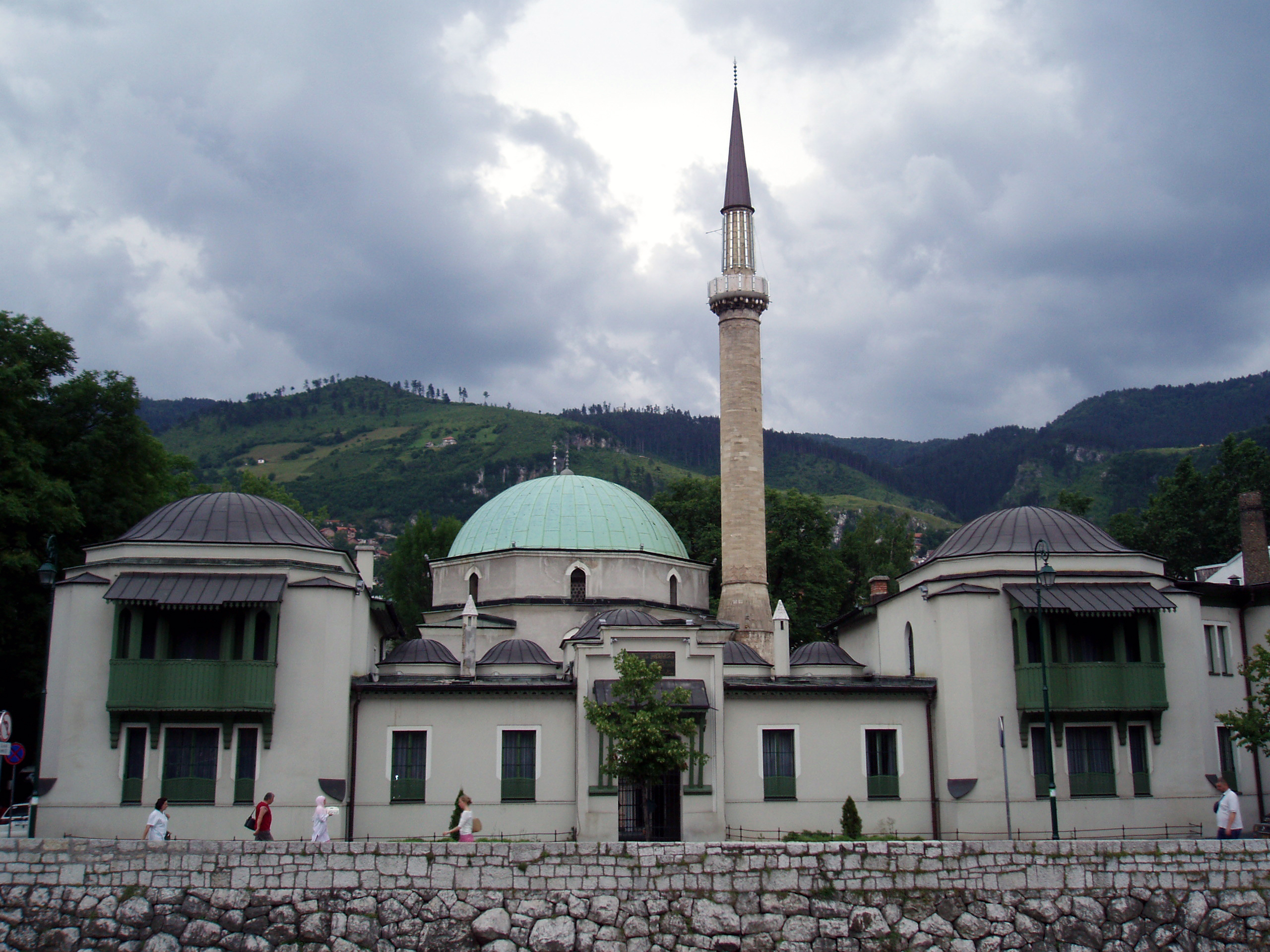
Los refuerzos herzegovinos enviaros por Ali-paša Rizvanbegović finalmente capturaron la mezquita Tsar en Sarajevo y derrocaron a los desleales bosnios del sultán.

Las tropas leales de Herzegovina rompieron sus defensas Gradaščević había instalado en su flanco y se unió a la lucha. Abrumado por el ataque inesperado de detrás, el ejército se vio forzado retroceder a la ciudad de Sarajevo, donde sus dirigentes decidieron que una mayor resistencia militar sería inútil. El ejército imperial ingresó a Sarajevo el 5 de junio y Gradaščević fue al exilio en Austria. 

Como recompensa por la confrontación Husein Gradaščević y Eyalato de Bosnia, Ali-paša Rizvanbegović fue premiado de su propio bajalato de Herzegovina por Mahmud II, que fue más tarde disuelto en el año 1851.

### Visir de Herzegovina
Su lealtad al imperio otomano en momento de crisis, y su considerable éxito militar en aquella causa, Ali-paša Rizvanbegović se le otorgó una recompensa adecuada. En 1833, Sultan Mahmud II le concedió el título de Visir, así como dándole la elección del cual territorio quería gobernar. Ali-paša entonces le preguntó al sultán para separar Herzegovina de Bajalato de Bosnia, creando el nuevo Eyalato de Herzegovina y hacerle su Visir, un deseo debidamente incumplido por el sultán. Dado que Bosnia acabó de tener una revuelta social, mientras una parte considerable de Herzegovina quedó leal, la separación y la recompensa de Herzegovina con una cantidad más grande de autonomía fuese una política Imperial obvia. 
Sin embargo, en el momento en que Ali-paša esperaba asumir el cargo como visir de Herzegovina hereditaria en su familia, sería de hecho, solo por mientras él vivía, siendo abolido en su muerte. 

#### Proclamación
En 1833, el nuevo visir de Herzegovina vino a Mostar, anunciando a la gente: 
"A nuestro emperador sinceramente me ama y por tanto me hice un tercer cercano él. Me ofreció convertirme en visir del lugar que yo escogiera, pero no quise ser un Visir de cualquier cosa pero de Herzegovina, separado del Pashaluk de Bosnia. Estos son los condados de Herzegovina: Prijepolje, Pljevlja con Kolašin y Šaranci con Drobnjak, Čajniče, Nevesinje, Nikšić, Ljubinje-Trebinje, Stolac, Počitelj, Blagaj, Mostar, Duvno y parte del condado de Konjic cuál es el lado de Neretva. Se les cedió a mi, a mis hijos y a mi esposa, y yo he hecho esto para impedir que algunas malas reglas pashas en Herzegovina. Creó que que es mejor que yo, como nativo de la zona, tendría que gobernar Herzegovina, en vez de algún extranjero nadie podría ser demonio ante su propia casa. Juzgaré todo el mundo por justicia..."
Luego declaró: 
"Desde el día de hoy, nadie necesita viajar hacia el hogar del sultán en Estambul. Aquí en Mostar es vuestra Estambul , y aquí en Mostar es vuestro sultán."

### Administración de Herzegovina 1833–1851
Como el nuevo visir de Herzegovina de 1832 a 1851, Ali-paša Rizvanbegović hizo esfuerzos especiales para promover ña agricultura e intentado para recuperar la fuerte economía de la otrora famosa Eyalato de Bosnia. Durante la administración de Ali-paša Rizvanbegović olivas, almendras, café, arroz, las frutas cítricas y los vegetales se convirtieron en fuentes alimentarias de primera importancia.

## Muerte
Mientras Ali-paša Rizvanbegović esperaba establecer un visirazgo hereritario,  fue ejecutado el 20 de marzo de 1851 por Omar Pasha de manera cruel y humillante[cómo?] Y el eyalato de Herzegovina fue abolido y su territorio se fusionó con el eyalato de Bosnia, formando un nuevo territorio conocida como Bosnia y Herzegovina.